# آلبرت برادهاوس
آلبرت برادهاوس (انگلیسی: Albert Broadhouse؛ ۱۷ نوامبر ۱۸۹۳ – ۱۹۴۶ (۵۲−۵۳ سال)) بازیکن فوتبال بود.
از باشگاه‌هایی که در آن بازی کرده‌است می‌توان به باشگاه فوتبال پورت ویل اشاره کرد.